# 윤혜진
윤혜진(1980년 1월 9일 ~ )은 대한민국의 발레 무용가이자 방송인이다.

## 학력
- 서울예술고등학교 무용과 (졸업)
- 스쿨오브아메리칸발레학교 발레과 (중퇴)
- 세종대학교 무용학과 (졸업)

## 약력
1980년 1월 9일 대한민국 서울특별시에서 태어났다. 신장은 170cm이고 체중은 44kg인 그녀는 서울예술고등학교 재학 중에 미국의 스쿨 오브 아메리칸 발레학교에 입학하였으며 1998년 미국에서 발레 무용가 첫 데뷔하였고 2001년 국립발레단 단원으로 입문하였다. 국립발레단 수석 무용수로 활동하다 2012년 9월 모나코 몬테카를로 발레단으로 옮겼다. 현재 시누이인 배우 겸 가수 엄정화의 소개로 만난 배우 엄태웅과 2013년 1월 9일 생일날 결혼식을 올렸다. 그리고 같은 해 6월 18일 외동딸 엄지온을 출산하였다.
2021년 9월에는 굿맨스토리 엔터테인먼트와 전속계약하였다.

## 가족 및 친척
- 아버지 윤일봉 (1934년 3월 1일~)
- 어머니 유은이 (1952년 6월 15일 ~ 2024년 10월 10일)
  - 배우자 엄태웅 (1974년 4월 5일~)
    - 장녀 엄지온 (2013년 6월 18일~)

  - 오빠 윤준호 (1978년 3월 21일~)
- 외삼촌 유동근 (1956년 6월 18일 ~)
- 외숙모 전인화 (1965년 10월 27일~)
  - 시누이 엄정화 (1969년 8월 17일~)

## 수상
- 1999년 아시아발레협회콩쿠르 대상
- 1999년 세종대학교무용콩쿠르 대상
- 1999년 한국발레협회무용콩쿠르 금상
- 2004년 한국발레협회상 신인상
- 2006년 한국발레협회상 프리마발레리나상
- 2008년 문화체육관광부 장관상

## 작품
- 《호두까기 인형》 ... 마리 역
- 《백조의 호수》 ... 오데뜨 · 오딜 역
- 《지젤》 ... 지젤 역
- 《젊은이와 죽음》 ... 죽음 역
- 《카르멘》 ... 카르멘 역

## 방송 출연
- 2015년 KBS2 《해피선데이 - 슈퍼맨이 돌아왔다》
- 2016년 올'리브 《오늘 뭐먹지?》
- 2021년 JTBC 《내가 나로 돌아가는 곳 - 해방타운》
- 2021년 MBC 《황금어장 라디오스타》
- 2023년 MBC 에브리원 & 라이프타임 《나는 지금 화가 나있어》
- 2024년 MBC 《황금어장 라디오스타》